# Brandon McDonald
Brandon McDonald est un joueur américano-guamien de soccer, né le 16 janvier 1986 à Glendale en Arizona. Il joue au poste de défenseur avec le Guam.